# 彼岸花 (小说)
《彼岸花》是安妮宝贝第一篇长篇小说。该书首次于2001年9月由南海出版公司出版。